# Blairie
 (février 2024).
Si vous disposez d'ouvrages ou d'articles de référence ou si vous connaissez des sites web de qualité traitant du thème abordé ici, merci de compléter l'article en donnant les références utiles à sa vérifiabilité et en les liant à la section « Notes et références ».
Dans la France du Moyen Âge et de l'Ancien Régime la blairie ou blerie est un impôt seigneurial sur le pacage des animaux.
Dans le Nivernais, il doit être payé au seigneur dans l'étendue de sa justice pour l'utilisation de la vaine pâture.
La blairie est payable en grains. Elle n'empêche pas le seigneur de changer l'usage de la vaine pâture. Le droit de blairie dans une paroisse empêche les habitants des autres paroisses d'utiliser sa vaine pâture.
La blairie est surtout mentionnée dans le Nivernais mais existe également dans le Duché de Bourbon voisin.
Le seigneur perçoit une redevance en avoine pour rétribution du pacage des animaux des paysans, sur les terres cultivées (après la récolte) ou non cultivées.
Ce droit existe en Auvergne, Berry, Bourgogne et Nivernais.[réf. nécessaire]